# Susan Chilcott
Susan Chilcott (Timsbury, Somerset, 8 de julio de 1963 - 4 de septiembre de 2003) fue una soprano inglesa.

## Biografía
Nació en Timsbury, cerca de Bath, y estudió en 1982 en la Guildhall School of Music and Drama.
Debutó en La flauta mágica en Oviedo en 1991 y en la Scottish Opera.
Interpretó a Desdemona en Otelo con Plácido Domingo y en el Festival de Glyndebourne en 2001 con puesta en escena de Willy Decker, Compositor en Ariadne auf Naxos, Hermione en Winter's Tale in Bruselas; Fiordiligi y Tatiana en París junto a Thomas Hampson; Donna Elvira en Ginebra y Santa Fe, Nuevo México; Katia Kabanová en Ámsterdam y Blanche en Dialogue des Carmelites, the Governess (Turn Of The Screw) en Cincinnati; Rusalka y otras, cantó en Covent Garden y el Metropolitan Opera en Sueño de una noche de verano de Benjamin Britten en la temporada 2002.
Su última actuación fue un recital en Bruselas con canciones basadas en textos de William Shakespeare y Emily Dickinson acompañada por el pianista Iain Burnside y la actriz Fiona Shaw.
En 2001 fue diagnosticada con cáncer de mama y tratada. Regresó al escenario en 2003 pero tuvo una recaída fatal ese mismo año.
La beca que lleva su nombre fue instituida en su memoria.